# Stazione di Ōtorii
La stazione di Ōtorii (大鳥居駅?, Ōtorii-eki) è una stazione ferroviaria di Tokyo nel quartiere di Ōta ed è servita dalla linea Keikyū Aeroporto delle Ferrovie Keikyū.

## Linee
Ferrovie Keikyū
● Linea Keikyū Aeroporto

## Struttura
La stazione è costituita da due binari passanti sotterranei in direzione nordovest-sudest con due marciapiedi laterali. Sono presenti due mezzanini, uno a est e uno a ovest.
| 1 | ● Linea Keikyū Aeroporto | per Haneda Aeroporto - Terminal internazionale                               |
| 2 | ● Linea Keikyū Aeroporto | per Keikyū Kamata, Shinagawa, Yokohama e servizi diretti sulla linea Asakusa |

## Stazioni adiacenti
| «                                                                    | Servizio                                    | »                      |
| Linea Keikyū Aeroporto                                               | Linea Keikyū Aeroporto                      | Linea Keikyū Aeroporto |
| -------------------------------------------------------------------- | ------------------------------------------- | ---------------------- |
| Kōjiya                                                               | Locale Espresso Aeroporto Espresso Limitato | Anamori-Inari          |
| L'espresso limitato Airport e l'Espresso Limitato rapido non fermano |                                             |                        |